# NGC 373
NGC 373 is een elliptisch sterrenstelsel in het sterrenbeeld Vissen. Het hemelobject ligt ongeveer 228 miljoen lichtjaar van de Aarde verwijderd en werd op 12 december 1876 ontdekt door de Deense astronoom Johan Ludvig Emil Dreyer.

## Synoniem
- PGC 3946